# Rabea Mechernane
Rabea Mechernane, de son vrai nom Rabea Kerzabi, est une militante des droits des femmes et une politicienne algérienne et qatarie. Dans les années 1990, elle était ministre de la Solidarité nationale et de la Famille en Algérie.
Rabea Kerzabi est la fille de Mohamed Kerzabi, militant révolutionnaire. En tant que ministre de la Solidarité nationale et de la Famille, elle a contribué à la création de l'Association algérienne d'alphabétisation (IQRAA). En 2002, elle a rejoint la cour de Hamad ben Khalifa Al Thani, alors dirigeant du Qatar.